# MH Sodró László 102. Vegyiharc Ezred
A MH Sodró László 102. Vegyiharc Ezred a Magyar Honvédség egyetlen vegyiharc alakulata.

## Története
A Magyar Honvédség Sodró László 102. Vegyiharc Ezred 2023. január 1-jén alakult meg a haderőreform keretén belül. Jogelőd katonai szervezetei a Magyar Honvédség 93. Petőfi Sándor Vegyivédelmi Ezred, Magyar Honvédség 93. Petőfi Sándor Vegyivédelmi Zászlóalj, illetve a MH Görgei Artúr Vegyivédelmi Információs Központ volt. 
A HM 19/2001 (HK.4) HM határozattal módosított 130/1997. HM határozatban – költségvetési szerv alapításáról – foglaltaknak megfelelően 2001. március hónapban a Magyar Honvédség 93. Petőfi Sándor Vegyivédelmi Zászlóalj teljes személyi- és technikai állománya átdiszlokált Kiskőrösről Székesfehérvár helyőrségbe.
A legelső jogelőd szervezetet 1950. október 15. és november 1. között alakították meg a 9. vegyiharc századot (később 9. önálló vegyiharc század, majd 1952-től 9. önálló vegyivédelmi zászlóalj), valamint a Vegyiharc Szertárt Budafok-Hároson. Többszöri átszervezés után a századból ezred, majd 1990-ben vette fel Petőfi Sándor nevét.
Az MH 93. Petőfi Sándor Vegyivédelmi Zászlóalj 2023. január 1-jétől a biztonsági kihívásoknak, a szövetségi követelményeknek és a Magyar Honvédség igényeinek megfelelően korszerűsítésre, átszervezésre került, továbbá jogutódlással átvette az MH Görgei Artúr Vegyivédelmi Információs Központ feladatrendszerét. A két szervezet személyi állományára és technikai eszközeire alapozva 2023. január 1-jén létrehozásra került az MH Sodró László 102. Vegyiharc Ezred, kettős elhelyezésben Budapest és Székesfehérvár helyőrségekben települve.

## Névadója
Sodró László a magyar vegyiharc szakcsapat atyja. Ludovika Akadémián való végzése után vitézül helytállt az első világháborús harcokban, ami után oktató lett a Ludovikán majd pár évvel később Németországba vezényelték, ahol vegyiharc tudását a kor legmagasabb szintjére emelte, és ezt a képességet Magyarországra sikeresen hozta be a Gázvédelmi Iskola, majd később az M. Kir. 101. Honvéd Gépkocsizó Vegyiharc Zászlóalj parancsnokaként. A második világháborúban Budapest ostromakor az erődítési munkákat, majd a Nagykörút védelmét vezette, ahol végül szovjet fogságba esett. Több éves fogsága után megjárta a kazincbarcikai kényszermunkatábort is a Magyar Népköztársaság idejében. A Honvédség kötelékeibe többet nem került vissza, nyugdíjasként halt meg 1973-ban. 2023. január elsejétől az MH Sodró László 102. Vegyiharc Ezred viseli büszkén nevét.

## Rendeltetése és feladatai
A Magyar Honvédség és szövetséges haderők magasabb egységeinek kiszolgálása. A katonák kiképzése, továbbképzése. Felkészítésük békés és háborús feladatokra. A technikai eszközök, anyagok, gépjárművek megóvása, karbantartása, hadrafoghatóságának biztosítása. A csapattagozatnál magasabb szintű speciális technikai eszközjavítási és kiszolgálási műveletek, helyszíni technikai kiszolgálások, hibaelhárítások, javítások. Részt vesz az ország területén bekövetkezett nukleáris baleset-elhárításban. A szárazföldi hadműveleteinek vegyivédelmi biztosítása. Az alárendeltségében lévő alegységek felkészítése, kiképzése, a készenlét fenntartása és fokozása feladatok végrehajtása.
Az ország fegyveres védelmi terve alapján készen áll a haza fegyveres védelmével kapcsolatos feladatainak megkezdésére és végrehajtására. 
- A személyi állomány általános katonai kiképzettségének, magas fokú fizikai és szakmai felkészültségének biztosítása a vegyivédelmi szakfeladatok végrehajtására.
- Az érvényben lévő számfejtési alapadatok, normatívák, valamint a zászlóalj részére biztosított anyagi-, és pénzügyi keretek észszerű és takarékos felhasználásával a személyi állomány teljes körű ellátásával, munka- és életkörülményeinek javításával, a technikai eszközök üzemeltetésével és üzembetartásával kapcsolatos gazdálkodási feladatok ellátása.
- Felkészülés a NATO keretén belüli együttműködési szakfeladatokra más nemzetek haderejével.
- Az országot ért természeti katasztrófák (árvíz, földrengés, nukleáris stb.) felszámolásában való részvételre a szolgálati elöljáró külön intézkedése alapján.
- Felkészülés a Honvédelmi Katasztrófavédelmi Rendszer keretében az országot ért természeti katasztrófák (árvíz, földrengés, nukleáris stb.) felszámolásában való részvételre a szolgálati elöljáró külön intézkedése alapján.
- A fentieken kívül az alakulat részt vesz tanintézeti vegyivédelmi tiszti és tiszthelyettesi hallgatók csapatgyakorlatának biztosításában és érintett az elöljáró terve szerint tartalékos kiképzésben történő részvételben.

## Főbb technikai eszközei
- VS BTR-80
- SSM-1 vegyi jelző
- DS-10 csapatmentesítő készlet
- TMF-2 automata meteorológiai felmérés
- 93M védőruha készlet
- 96M védőruha mentesítők részére
- DECOCOM 3000 Mentesítő konténer
- Zászlóalj mentesítő utánfutó

## Szervezeti felépítése
- Vezető szervek
  - Parancsnokság
  - Törzs
  - Személyügyi főnökség
  - Logisztikai főnökség
  - Biztonságtechnikai főnökség
  - Ügyviteli Részleg
- Biztosító alegységek
  - Támogató szakasz
- Végrehajtó alegységek
  - Vegyivédelmi Információs Központ
  - MH Katasztrófavédelmi Osztály
  - Hadműveleti Értékelő Osztály
  - MH HAVÁRIA Laboratórium Osztály
  - ABV Védelmi Zászlóalj
  - ABV Védelmi Század
  - ABV Támogatószázad

## Alakulat napja
Az alakulat napja október 1. lett a következő történelmi fordulópontok miatt:
- 1932. október 1-én Sodró László századost kinevezik a budapesti Gázvédelmi Iskola parancsnokának.
- 1936. október 1-étől Sodró László őrnagy parancsnoksága alatt megkezdődnek a kiképzések Piliscsabán is.
- 1937. október 1-től Sodró László őrnagyot kinevezik a Magyar Királyi Honvéd Gázvédelmi Zászlóalj parancsnokának Piliscsabára.
- 1938. október 1-jén a zászlóalj szervezete kibővül, M. kir 101. Honvéd Gépkocsizó Vegyiharc Zászlóalj elnevezést kapnak.
- 1943. október 1-jén Sodró László ezredest kinevezik műszaki felügyelőnek Budapesten és m. kir. honvéd vegyiharc műszaki parancsnoknak.